# Bărăganu, Ialomița
Bărăganu este o localitate în județul Ialomița, Muntenia, România.